# Moulin de Božidar Ranković à Rgotina
Le moulin de Božidar Ranković à Rgotina (en serbe cyrillique : Воденица Божидара Ранковића у Рготини ; en serbe latin : Vodenica Božidara Rankovića u Rgotini) est situé à Rgotina, sur le territoire de la ville de Zaječar et dans le district de Zaječar. Il est inscrit sur la liste des monuments culturels protégés de la république de Serbie (identifiant no SK 1008),.

## Présentation
Le moulin a été construit dans la première moitié du XIXe siècle.
De plan rectangulaire, il est bâti en pierre sans enduit extérieur ; au sud-ouest s'ouvre la porte du bâtiment, dont l'encadrement est constitué de blocs en grès taillés et, sur le linteau, est gravée une main tenant une croix ; dans les parties inférieures du mur sud se trouvent deux ouvertures étroites ; le toit à quatre pans est recouvert de bardeaux. À l'intérieur du moulin se trouve une salle où le meunier pouvait dormir et ses reposer.
Au sud, devant le moulin, se trouve un bâtiment plus petit, déjà à moitié détruit, constitué de deux parties et construit en rondins avec des piliers. Ce bâtiment disposait d'une cheminée.
Le moulin était alimenté en eau par la rivière Borska reka mais une usine de sable de quartz a utilisé également l'eau de la rivière et, progressivement, le moulin, situé à l'écart du cours d'eau, a été négligé.